# Nematopsis gigas
Nematopsis gigas is een soort in de taxonomische indeling van de Myzozoa, een stam van microscopische parasitaire dieren. Het organisme komt uit het geslacht Nematopsis en behoort tot de familie Porosporidae. Nematopsis gigas werd in 2004 ontdekt door Azevedo & Padovan.